# Howard Hughes
Howard Robard Hughes ml. (24. december 1905 – 5. april 1976) je bil ameriški vesoljski inženir, poslovni magnat, filmski producent, investitor, filantrop in pilot letala.  V času svojega življenja je bil najbolj znan kot eden najbogatejših in najvplivnejših ljudi na svetu. V začetku bil širši javnosti znan znan kot filmski producent, kasneje pa tudi kot pomembna osebnost v letalski industriji. Sčasoma skozi življenjsko pot je postal znan po svojem ekscentričnem vedenju in samotarskem načinu življenja – nenavadnostih, ki so bile deloma posledica poslabšanja njegove obsesivno-kompulzivne motnje (OKM), kronične bolečine zaradi skoraj usodne letalske nesreče in vse večje gluhosti.
Kot filmski producent je Hughes v Hollywoodu zaslovel v poznih dvajsetih letih prejšnjega stoletja, ko je produciral visokoproračunske in pogosto kontroverzne filme, kot so The Racket (1928),  Angeli pekla (Hell's Angels, 1930)  in Brazgotinec (Scarface) (1932). Kasneje, leta 1948, je prevzel filmski studio RKO Pictures, ki je bil takrat prepoznan kot eden od petih velikih studiev zlate dobe Hollywooda, čeprav se je produkcijska hiša pod njegovim nadzorom borila za preživetje in je leta 1957 na koncu prenehala delovati.
Zaradi zanimanja za letalstvo in vesoljska potovanja je Hughes leta 1932 ustanovil podjetje Hughes Aircraft Company in zaposlil številne inženirje, oblikovalce in obrambne izvajalce.   Preostanek tridesetih in večji del štiridesetih let prejšnjega stoletja je postavil več letalskih svetovnih hitrostnih rekordov ter gradil letali Hughes H-1 Racer (1935) in gigantskega H-4 Hercules (Spruce Goose, 1947), največjega letečega čolna v zgodovini z najdaljšim razponom kril med vsemi letali (od njegove izdelave do leta 2019). Prevzel in razširil je Trans World Airlines, kasneje pa še Air West, ki ga je preimenoval v Hughes Airwest. Hughes je za svoje dosežke v letalstvu v tridesetih letih prejšnjega stoletja dvakrat osvojil Harmonovo nagrado (1936 in 1938), Collierjevo nagrado (1938) in zlato medaljo Kongresa (1939). Leta 1973 je bil sprejet v Nacionalno letalsko dvorano slavnih, leta 2013 pa je bil uvrščen na seznam 51 legend letalstva revije Flying, ki ga je uvrstila na 25. mesto.
V zadnjih letih je Hughes razširil svoj finančni imperij na več večjih investicij v Las Vegasu, kot so nepremičnine, hoteli, igralnice in medijske hiše. Takrat je bil znan kot eden najmočnejših mož v zvezni državi Nevada in v veliki meri mu pripisujejo zasluge za preobrazbo Las Vegasa v bolj prefinjeno svetovljansko mesto. Po letih duševnega in telesnega upada je Hughes leta 1976 umrl zaradi odpovedi ledvic. Njegovo zapuščino ohranjata Medicinski inštitut Howard Hughes in družba Howard Hughes Holdings Inc.

## Osebno življenje

### Zgodnje romance
Hughes je bil romantično povezan s številnimi znanimi ženskami, med njimi z Joan Crawford, Terry Moore,  Debro Paget, Billie Dove, Faith Domergue, Bette Davis, Yvonne De Carlo, Avo Gardner, Olivio de Havilland, Katharine Hepburn, Hedy Lamarr, Ginger Rogers, Pat Sheehan,  Glorio Vanderbilt, Mamie Van Doren in Gene Tierney.
Joan Fontaine je večkrat zaprosil tudi za roko, piše v njeni avtobiografiji No Bed of Roses. Jean Harlow ga je spremljala na premieri filma Hell's Angels, a je Noah Dietrich mnogo let pozneje zapisal, da je bil odnos zgolj profesionalen, saj Hughes Harlowove osebno ni maral. V svoji knjigi Howard: Neverjetni gospod Hughes iz leta 1971 je Dietrich zapisal, da je Hughes resnično imel rad in spoštoval Jane Russell, vendar ni nikoli iskal romantične zveze z njo. Glede na Russellovo avtobiografijo pa jo je Hughes nekoč po zabavi poskušal spraviti v posteljo. Russell, ki je bil takrat poročena, ga je zavrnila, Hughes pa je obljubil, da se to ne bo nikoli več ponovilo. Njuno prijateljstvo je trajalo več let, tako profesionalno kot zasebno. Hughes je ostal dober prijatelj s Tierney, ki je po neuspešnih poskusih, da bi jo zapeljal, dejala: »Mislim, da Howard ne bi mogel ljubiti ničesar, kar nima motorja.« Kasneje, ko se je Tierneyjina hči Daria rodila gluha in slepa ter s hudo učno motnjo zaradi Tierneyjine izpostavljenosti rdečkam med nosečnostjo, je Hughes poskrbel, da je Daria prejela najboljšo zdravstveno oskrbo in plačala vse stroške.

### Fizično in duševno nazadovanje
Hughes je bil na splošno veljal za ekscentričnega  in je trpel za hudo obsesivno-kompulzivno motnjo (OKM).  
Dietrich je zapisal, da je Hughes vsak dan jedel isto večerjo: newyorški zrezek, pečen medium rare, solato za večerjo in grah; vendar samo manjši grah, večjega pa je potisnil na stran. Za zajtrk je moral skuhati jajca tako, kot jih je pripravila Lily, njegova družinska kuharica. Hughes je imel »fobijo pred mikrobi« in »njegova strast do skrivnostnosti se je spremenila v manijo«.
Med režiranjem filma Izobčenka se je Hughes osredotočal na majhno napako na eni od bluz Jane Russell in trdil, da se je blago ob šivu nabralo in da je na vsaki dojki videti kot dve bradavici. Posadki je napisal podroben memorandum o tem, kako odpraviti težavo. Richard Fleischer, ki je režiral film Njegova vrsta ženske s Hughesom kot izvršnim producentom, je v svoji avtobiografiji obširno pisal o težavah pri soočanju z tajkunom. Fleischer je v svoji knjigi Samo povej mi, kdaj naj jokam (Just Tell Me When to Cry) pojasnil, da je bil Hughes obseden z nepomembnimi podrobnostmi in da je bil izmenično neodločen in trmast. Razkril je tudi, da so Hughesove nepredvidljive spremembe razpoloženja sprožile spraševanje, ali bo film sploh kdaj dokončan.
Leta 1947 je Hughes svojim pomočnikom povedal, da želi predvajati nekaj filmov v filmskem studiu blizu svojega doma. V zatemnjeni projekcijski sobi studia je ostal več kot štiri mesece in je v tem času ni nikoli zapustil. Jedel je samo čokoladne ploščice in piščančje meso ter pil samo mleko, obkrožen pa je bil z ducati škatel robčkov, ki jih je nenehno zlagal in preurejal. Svojim pomočnikom je napisal podrobna obvestila, v katerih jim je dal izrecna navodila, naj ga ne gledajo in ne govorijo z njim, razen če on sam ne ogovori. Ves ta čas je Hughes sedel prikovan na stol, pogosto gol, in neprekinjeno gledal filme. Ko se je spomladi 1948 končno pojavil, je bila njegovo telesno stanje slabo. Tedne se ni umival niti si ni strigel las in nohtov; to je bilo morda posledica alodinije, ki povzroči bolečinski odziv na dražljaje, ki običajno ne bi povzročili bolečine.
Po incidentu v projekcijski sobi se je Hughes preselil v bungalov v hotelu Beverly Hills, kjer je najel sobe tudi za svoje pomočnike, ženo in številne prijateljice. Sedel je gol v svoji spalnici z roza hotelskim prtičkom čez genitalije in gledal filme. To je morda zato, ker je Hughesu zaradi alodinije dotik oblačil povzročal bolečino. Morda je gledal filme, da bi se odvrnil od bolečine – kar je pogosta praksa pri bolnikih z neobvladljivo bolečino, zlasti pri tistih, ki ne prejemajo ustreznega zdravljenja. V enem letu je za bivanje v tem hotelu porabil približno 11 milijonov dolarjev.
Hughes je začel kupovati restavracijske verige in štirizvezdične hotele, ki so bili ustanovljeni v zvezni državi Teksas. To je vključevalo, čeprav le za kratek čas, veliko neznanih franšiz, ki v tem času sploh niso poslovale. Lastništvo restavracij je prepustil Medicinskemu inštitutu Howard Hughes, vse licence pa so bile kmalu zatem ponovno prodane. 
Obseden je bil s filmom Ice Station Zebra iz leta 1968 in ga je doma vrtel v neprekinjeni zanki. Po besedah njegovih pomočnikov si ga je ogledal 150-krat.  Ker se je počutil krivega zaradi neuspeha svojega filma Osvajalec, ki je bil komercialni in kritiški polom, je kupil vse kopije filma za 12 milijonov dolarjev in si jih ogledal večkrat. Paramount Pictures je pravice za film pridobil leta 1979, tri leta po njegovi smrti. 
Hughes je vztrajal pri uporabi robčkov za pobiranje predmetov, da bi se zaščitil pred mikrobi. Opazil je tudi prah, madeže ali druge nepopolnosti na oblačilih ljudi in zahteval, da poskrbijo zanje. Nekoč eden najbolj vidnih moških v Ameriki je Hughes sčasoma izginil iz javnosti, čeprav so tabelni časopisi še naprej sledili govoricam o njegovem vedenju in prebivališču. Poročali so, da je bil smrtno bolan, duševno nestabilen ali celo mrtev.
Zaradi poškodb, ki so nastale v številnih letalskih nesrečah, je Hughes večino svojega poznejšega življenja preživel v bolečinah in sčasoma postal odvisen od kodeina, ki si ga je injiciral intramuskularno. Lase in nohte si je strigel le enkrat na leto, verjetno zaradi bolečin, ki jih je povzročal RSD/CRPS, ki sta ga povzročili letalski nesreči. Svoj urin je shranjeval tudi v steklenicah. 

### Smrt
Hughes naj bi umrl 5. aprila 1976 ob 1:27. popoldne na krovu letala Learjet 24B N855W, v lasti Roberta Grafa, pilotirala pa sta ga Roger Sutton in Jeff Abrams. Bil je na poti iz svojega apartmaja v hotelu Acapulco Princess (zdaj Princess Mundo Imperial) v Mehiki v metodistično bolnišnico v Houstonu.
Zaradi svoje samotarske narave in morda tudi zaradi uživanja drog je bil praktično neprepoznaven. Njegovi lasje, brada, nohti na rokah in nogah so bili dolgi – njegovo 193 cm visoko telo je tedaj tehtalo komaj 41 kg; FBI je ob njegovi smrti moral uporabiti prstne odtise, da bi dokončno identificiral truplo. Howard Hughesov psevdonim, John T. Conover, so uporabili, ko je njegovo truplo na dan njegove smrti prispelo v mrtvašnico v Houstonu.
Obdukcija je kot vzrok smrti pokazala odpoved ledvic.  V osemnajstmesečni preiskavi, ki se je zaradi zapuščine ukvarjala z Hughesovo zlorabo drog, je bilo ugotovljeno, da je "nekdo temu komatoznemu moškemu vbrizgal smrtonosno injekcijo zdravila proti bolečinam" ... očitno nepotrebno in skoraj zagotovo usodno". Trpel je zaradi podhranjenosti in bil je prekrit s preležaninami. Čeprav so bile njegove ledvice poškodovane, so bili drugi notranji organi, vključno z možgani, ki niso imeli vidnih poškodb ali bolezni, ocenjeni kot popolnoma zdravi. Rentgenski posnetki so razkrili pet odlomljenih injekcijskih igel v mesu njegovih rok.  Za injiciranje kodeina v mišice je Hughes uporabljal steklene brizge s kovinskimi iglami, ki so se zlahka odlepile. 
Hughes je pokopan poleg svojih staršev na pokopališču Glenwood v Houstonu. 

## Nagrade
- Harmonova trofeja (1936 in 1938)
- Collierjeva trofeja (1938)
- Kongresna zlata medalja (1939)
- Nagrada Octave Chanute (1940)
- Nacionalna letalska dvorana slavnih (1973)
- Mednarodna dvorana slavnih letalstva in vesolja (1987) [30]
- Dvorana slavnih motošporta Amerike (2018)

## Arhiv
Zbirka slik Howarda Hughesa se hrani v filmskem arhivu Akademije. Zbirka obsega več kot 200 predmetov, vključno z elementi celovečernih filmov, dokumentarcev in televizijskih programov v formatu 35 mm in 16 mm, ki jih je posnel ali zbral Hughes. 

## Filmografija
| Leto | Naslov filma                 | Režiser | Producent   | Scenarij    |
| ---- | ---------------------------- | ------- | ----------- | ----------- |
| 1927 | Two Arabian Knights          | Ne      | Da          | Ne          |
| 1930 | Hell's Angels                | Da      | Da          | Ne          |
| 1931 | The Front Page               | Ne      | Da          | Ne          |
| 1932 | Sky Devils                   | Ne      | Da          | Ne          |
| 1932 | Scarface                     | Ne      | Da          | Ne          |
| 1943 | The Outlaw                   | Da      | Da          | Ne          |
| 1943 | Behind the Rising Sun        | Ne      | Da          | Ne          |
| 1947 | The Sin of Harold Diddlebock | Ne      | Ni pripisan | Ne          |
| 1950 | Vendetta                     | Ne      | Da          | Ne          |
| 1951 | His Kind of Woman            | Ne      | Izvršni     | Ni pripisan |
| 1952 | Macao                        | Ne      | Da          | Ne          |
| 1955 | Son of Sinbad                | Ne      | Executive   | Ne          |
| 1955 | Underwater!                  | Ne      | Da          | Ne          |
| 1956 | The Conqueror                | Ne      | Da          | Ne          |
| 1957 | Jet Pilot                    | Ne      | Da          | Ne          |